# Ksar Beni Barka
Ksar Beni Barka ou Ksar Béni Barka est un ksar de Tunisie situé dans le gouvernorat de Tataouine.

## Localisation
Le ksar est situé sur une colline isolée du djebel Abiodh et dominant la vallée de l'oued Zonndag.

## Histoire
Abdesmad Zaïed le considère comme « l'un des plus anciens et des plus grands » ksour du pays. Il est abandonné au début du protectorat français.
Le 10 janvier 2020, le gouvernement tunisien propose le site pour un futur classement sur la liste du patrimoine mondial de l'Unesco. Le 21 janvier 2021, un arrêté en fait un monument classé.

## Aménagement
Le ksar, de forme ovale, compte de nombreuses ghorfas dont le nombre est toutefois incertain : 750 selon Kamel Laroussi en 2004 ou 400 d'après Zaïed en 1992. Le tout, essentiellement en ruine, s'élève essentiellement sur trois à quatre étages.
Huit anciennes huileries, une mosquée, le marabout Moula Edda et le mausolée de Bou Hjar s'y trouvent.
De nos jours, le complexe est complètement en ruines.

Vue du ksar dans son environnement photographiée par Leo Wehrli (de) (1923).
Exemple de ghorfas photographiées par Leo Wehrli (1923).
Huilerie photographiée par Leo Wehrli (1923).